# الهمة (قرية)
قرية الهمة هي إحدى القرى التابعة لمركز بيلا في محافظة كفر الشيخ في جمهورية مصر العربية. حسب إحصاءات سنة 2006، بلغ إجمالي السكان في الهمة 5395 نسمة، منهم 2672 رجل و2723 امرأة.